# U-564
O Unterseeboot 564 foi um submarino alemão da Kriegsmarine que atuou durante a Segunda Guerra Mundial. O Submarino foi afundado às 17:30 do dia 14 de junho de 1943 a nordeste do Cabo Ortegal, Espanha, por cargas de profundidade lançados de uma aeronave britânica, resultando na morte de 28 de seus tripulantes, conseguindo escapar com vida somente os outros 18 tripulantes.

## Comandantes
| Comandante              | Data                                       |
| ----------------------- | ------------------------------------------ |
| KrvKpt. Reinhard Suhren | 3 de abril de 1941 - 1 de outubro de 1942  |
| Oblt. Hans Fiedler      | 1 de outubro de 1942 - 14 de junho de 1943 |

## Carreira

### Subordinação
| 3 de abril de 1941 - 14 de junho de 1943 | 1. Unterseebootsflottille |

### Patrulhas
|       | Comandante             | Partida                | Partida    | Chegada                | Chegada    | Dias     | Toneladas   |
| ----- | ---------------------- | ---------------------- | ---------- | ---------------------- | ---------- | -------- | ----------- |
| 1     | Oblt. Reinhard Suhren  | 17 de junho de 1941    | Kiel       | 27 de julho de 1941    | Brest      | 41 dias  | 28,145      |
| 2     | Oblt. Reinhard Suhren  | 16 de agosto de 1941   | Brest      | 27 de agosto de 1941   | Brest      | 12 dias  | 2,587       |
| 3     | Oblt. Reinhard Suhren  | 16 de setembro de 1941 | Brest      | 1 de novembro de 1941  | Lorient    | 47 dias  | 7,198       |
|       | Kptlt. Reinhard Suhren | 11 de janeiro de 1942  | Lorient    | 12 de janeiro de 1942  | La Pallice | 2 dias   |             |
| 4     | Kptlt. Reinhard Suhren | 18 de janeiro de 1942  | La Pallice | 6 de março de 1942     | Brest      | 48 dias  | 17,605      |
| 5     | Kptlt. Reinhard Suhren | 4 de abril de 1942     | Brest      | 6 de junho de 1942     | Brest      | 64 dias  | 37,635      |
| 6     | Kptlt. Reinhard Suhren | 9 de julho de 1942     | Brest      | 18 de setembro de 1942 | Brest      | 72 dias  | 32,181      |
| 7     | Oblt. Hans Fiedler     | 27 de outubro de 1942  | Brest      | 30 de dezembro de 1942 | Brest      | 65 dias  |             |
| 8     | Oblt. Hans Fiedler     | 11 de março de 1943    | Brest      | 15 de abril de 1943    | Bordeaux   | 36 dias  |             |
| 9     | Oblt. Hans Fiedler     | 15 de maio de 1943     | Bordeaux   | 17 de maio de 1943     | Bordeaux   | 3 dias   |             |
| 9     | Oblt. Hans Fiedler     | 31 de maio de 1943     | Bordeaux   | 3 de junho de 1943     | Bordeaux   | 4 dias   |             |
| 9     | Oblt. Hans Fiedler     | 9 de junho de 1943     | Bordeaux   | 14 de junho de 1943    | Afundado   | 6 dias   |             |
| Total | Total                  | Total                  | Total      | Total                  | Total      | 398 dias | 125 351 ton |

### Navios afundados e danificados
- 18 navios afundados, num total de 95 544 GRT[1]
- 1 navio de guerra afundado, num total de 900 toneladas
- 4 navios danificados, num total de 28 907 GRT

| Data        | Comandante      | Nome da Embarcação      | Toneladas | Nacionalidade   |
| ----------- | --------------- | ----------------------- | --------- | --------------- |
| 27 Jun 1941 | Reinhard Suhren | Kongsgaard (danificado) | 9,467     | norueguês       |
| 27 Jun 1941 | Reinhard Suhren | Maasdam                 | 8,812     | holandês        |
| 27 Jun 1941 | Reinhard Suhren | Malaya II               | 8,651     | britânico       |
| 29 Jun 1941 | Reinhard Suhren | Hekla                   | 1,215     | is              |
| 22 Ago 1941 | Reinhard Suhren | Clonlara                | 1,203     | irlandês        |
| 22 Ago 1941 | Reinhard Suhren | Empire Oak              | 484       | britânico       |
| 23 Ago 1941 | Reinhard Suhren | HMS Zinnia (K 98)       | 900       | britânico       |
| 24 Out 1941 | Reinhard Suhren | Alhama                  | 1,352     | britânico       |
| 24 Out 1941 | Reinhard Suhren | Ariosto                 | 2,176     | britânico       |
| 24 Out 1941 | Reinhard Suhren | Carsbreck               | 3,670     | britânico       |
| 11 Fev 1942 | Reinhard Suhren | Victolite               | 11,410    | canadense       |
| 16 Fev 1942 | Reinhard Suhren | Opalia (danificado)     | 6,195     | britânico       |
| 3 Mai 1942  | Reinhard Suhren | Ocean Venus             | 7,174     | britânico       |
| 4 Mai 1942  | Reinhard Suhren | Eclipse (danificado)    | 9,767     | britânico       |
| 5 Mai 1942  | Reinhard Suhren | Delisle (danificado)    | 3,478     | norte-americano |
| 8 Mai 1942  | Reinhard Suhren | Ohioan                  | 6,078     | norte-americano |
| 9 Mai 1942  | Reinhard Suhren | Lubrafol                | 7,138     | panamenho       |
| 14 Mai 1942 | Reinhard Suhren | Potrero del Llano       | 4,000     | mexicano        |
| 19 Jul 1942 | Reinhard Suhren | Empire Hawksbill        | 5,724     | britânico       |
| 19 Jul 1942 | Reinhard Suhren | Lavington Court         | 5,372     | britânico       |
| 19 Ago 1942 | Reinhard Suhren | British Consul          | 6,940     | britânico       |
| 19 Ago 1942 | Reinhard Suhren | Empire Cloud            | 5,969     | britânico       |
| 30 Ago 1942 | Reinhard Suhren | Vardaas                 | 8,176     | norueguês       |
| Total       | Total           | Total                   | 125 351   |                 |

## Operações conjuntas de ataque
O U-564 participou das seguinte operações de ataque combinado durante a sua carreira:
- Rudeltaktik Brandenburg (16 de setembro de 1941 - 19 de setembro de 1941)
- Rudeltaktik Breslau (2 de outubro de 1941 - 29 de outubro de 1941)
- Rudeltaktik Natter (2 de novembro de 1942 - 8 de novembro de 1942)
- Rudeltaktik Westwall (8 de novembro de 1942 - 16 de dezembro de 1942)
- Rudeltaktik Seeteufel (21 de março de 1943 - 30 de março de 1943)
- Rudeltaktik Löwenherz (1 de abril de 1943 - 10 de abril de 1943)